# 積極 -愛のうた-
『積極 -愛のうた-』（せっきょく あいのうた）は、谷川史子による日本の漫画短編集。同名の単行本には、『コーラス』（集英社）に掲載された「積極」「スパイラル ホリディ」「風の道」の計3編が収録されている。

## 収録作品
積極
『コーラス』2006年3月号掲載
登場人物の名前はフィギュアスケートの選手から取られている。
女子大の国文学科の助手・村主美幹（すぐり みき）は卒業を間近に控え、亡き妻を今でも想い続けている老教授・鳥野に仄かな恋心を抱いていた。
同棲していた1つ年下の恋人に別れを切り出された美幹は、教授と居酒屋で飲み倒れてしまい、翌朝教授の家で目を覚ます。帰り道、教授は美幹に青林檎を1つくれた。決して、女学生と親しくしようとしなかった鳥野教授の真意とは…。
河野裕子の一首の短歌をモチーフに作られた作品。
スパイラル ホリディ
『コーラス』2006年7月号掲載
今日結婚予定の鳶田と円。幼なじみの珠々子、タクシードライバーの蔓谷、シェフの三ノ輪、その妻めぐる。勘違いドタバタコメディ。
風の道
『コーラス』2004年10月号掲載
10年前出会った彼と同棲中の由子。出会ったきっかけもよく思い出せず、何となく倦怠期のような感じが続いていたが……。